# Horea Uioreanu
Horea Dorin Uioreanu (n. 23 mai 1960, Cluj, România) este un politician român, membru al PNL, fost deputat de Cluj în Parlamentul României, fost președinte al Consiliului Județean Cluj între anii 2012 și 2014.
A fost deputat de Cluj în două mandate, 2004-2008 și 2008-2012. În cadrul activității sale parlamentare, Hore Dorin Uioreanu a fost membru în următoarele grupuri parlamentare de prieteniie:
- în legislatura 2004-2008: UNESCO, Republica Bulgaria, Republica Armenia, Republica Azerbaidjan, Statul Israel, Malaezia;
- în legislatura 2008-2012: Republica Islamică Iran, Regatul Suediei, Republica Libaneză, Republica Indonezia.

La alegerile locale din 2012 a fost ales în funcția de președinte al Consiliului Județean Cluj, la o diferență de aprox. 700 de voturi față de Alin Tișe, candidat al PDL și președinte în funcție al consiliului județean.
A fost căsătorit cu fosta deputată Elena Uioreanu (PNL, atunci în alianța USL), cu care are un fiu, Luca. Din prima căsătorie, mai are un fiu, Alexandru Uioreanu, care a fost arestat în data de 20 decembrie 2012 pentru trafic de droguri și condamnat de Tribunalul Cluj la 2 ani și șase luni de închisoare în data de 27 martie 2013.

## Controverse
Pe 31 ianuarie 2018 Horea Uioreanu a fost condamnat definitiv de Înalta Curte de Casație și Justiție la 6 ani si 4 luni inchisoare cu executare.
În dosar a fost implicat și fostul angajat al DNA Cluj Valentin Tătar, trimis în judecată pe 23 iulie 2014.
Acesta ar fi furnizat informații secrete din două dosare penale care îl vizează pe Horea Uioreanu.
În același dosar, numele șefului SIPI Cluj, comisarul Constantin Ilea este pomenit de Uioreanu și șeful săi de cabinet, Răzvan Pop, ca fiind un om de încredere.